# Fabio Bettini
Pour les articles homonymes, voir Bettini.
Fabio Bettini est un boxeur italien naturalisé français né le 5 décembre 1938 à Rome et mort le 4 juillet 2012 à Livry-Gargan.

## Carrière
Il dispute 150 combats en tant qu'amateur et passe professionnel en 1960. Il disputera 88 combats en tant que professionnel en catégorie poids moyens contre les plus grands boxeurs de cette génération : Sandro Mazzinghi, Nino Benvenuti, Rubin "Hurricane" Carter, Gratien Tonna, Jean-Claude Bouttier, ainsi que Sugar Ray Robinson contre lequel il fit 2 fois match nul. Il décroche le titre national des super-welters en 1969 et des moyens en 1971. Au total, Bettini sera huit fois champion de France (il défend son titre à 11 reprises). 
Il met fin à sa carrière en 1974 et meurt le 4 juillet 2012 à 73 ans. Un livre retrace sa carrière : Fabio Bettini, le Maître à boxer.